# Geoffrey Rush
Geoffrey Roy Rush (Toowoomba, 6. travnja 1951.), australski filmski glumac.

## Životopis

### Rani život
Rush je rođen u Toowoombi, Queensland, Australija, kao sin Merle, službenice u robnoj kući, i Roya Badena Rusha, računovođe u australskom Kraljevskom zrakoplovstvu. Roditelju su mu se razveli kad mu je bilo pet godina, a majka ga je poslije toga odvela da živi s njenim roditeljima u predgrađu. Prije nego što je započeo glumačku karijeru, pohađao je Everton Park State High School. Glumačku karijeru započeo je u kazališnoj družini u Brisbaneu. 1975. je na nekoliko godina otišao u Pariz i studirao mimiku i pantomimu u slavnoj školi mimike Jacquesa Le Coqa, a zatim se vratio u Australiju kako bi nastavio svoju kazališnu karijeru. Stekao je diplomu iz umjetnosti na sveučilištu u Queenslandu. 1979. je četiri mjeseca bio cimer s Melom Gibsonom, dok su nastupali zajedno u produkciji U očekivanju Godota.

### Kazališna karijera
Rush je nastupao u australskim kazalištima kao što su Company B, Queensland Theatre Company i Brisbane Arts Theatre, kao i u mnogim drugim. Radio je i kao kazališni redatelj.
1987. se pojavio u Shakespearovu komadu kao što je Zimska priča sa South Australia Theatre Company.
U rujnu 1998. je igrao naslovnu ulogu u drami Pierrea Beaumarchaisa Figarov brak za Queensland Theatre Company.
2007. se pojavio kao kralj Berenger u produkciji Ionescova komada Kralj umire u Malthouse Theatreu u Melbourneu i u Company B u Sydneyu.

### Filmska karijera
Rushov filmski debi bio je australski film Hoodwink iz 1981. Sljedeće godine se pojavio u filmu Starstruck Gillian Armstrong. 1996. je nastupio u filmu Sjaj, za koji je osvojio Oscar za najboljeg glavnog glumca, čime je postao prvi australski glumac koji je osvojio Oscara poslije Petera Fincha. Od tada mu se karijera vinula u neslućene visine.
1998. se pojavio u tri velika filma: Jadnici, u kojem je glumio inspektora Javerta; Elizabeta, u kojem je igrao sir Francisa Walsinghama; i u Zaljubljenom Shakespeareu, u ulozi Philipa Henslowea, menadžera glumačke družine koji pokušava ostati miran u sveopćem kaosu (nominiran je za Oscar za najboljeg sporednog glumca). 1999. se odmaknuo od uobičajenih dramskih uloga i uzeo ulogu u hororu Kuća straha Stevena Pricea. 2000. je nominiran za ulogu Markiza de Sadea u Otrovnom peru Markiza de Sadea.
Rushova filmska karijera nastavila se ubrzanim ritmom, s devet filmova od 2001. do kraja 2003. Nastupio je u filmu Pirati s Kariba: Prokletstvo Crnog bisera, kao kapetan Hector Barbossa, kao i u njegovim nastavcima, Pirati s Kariba: Mrtvačeva škrinja i Pirati s Kariba: Na kraju svijeta.
U televizijskom filmu Život i smrt Petera Sellersa je igrao glumca Petera Sellersa. Za tu ulogu je osvojio Emmy za najboljeg glumca u miniseriji ili filmu. 2005. se pojavio u Münchenu Stevena Spielberga kao Ephraim, hladni časnik Mossada.
Ponovio je ulogu kapetana Barbosse 2011. u filmu Pirati s Kariba: Nepoznate plime te 2017. u filmu Pirati s Kariba: Salazarova osveta.

### Privatni život
Rush živi u Camberwellu, predgrađu Melbournea, Victoria, Australija. Postao je aktivan u pokretu za očuvanje baštine i arhitekture.
Od 1988. je oženjen s glumicom Jane Menelaus, s kojom ima kćer Angelicu (r. 1992.) i sina Jamesa (r. 1995.).

## Filmografija
| Godina | Film                                      | Uloga                                                   | Bilješke |
| ------ | ----------------------------------------- | ------------------------------------------------------- | --- |
| 1981.  | Hoodwink                                  | Detektiv 1                                              | |
| 1981.  | Menotti                                   |                                                         | TV serija |
| 1982.  | Starstruck                                | Menadžer                                                | |
| 1987.  | Na tri kralja                             | Sir Andrew Aguecheek                                    | |
| 1995.  | Dad and Dave: On Our Selection            | Dave Rudd                                               | |
| 1996.  | Zovi me Sal                               | Wal                                                     | |
| 1996.  | Sjaj                                      | David Helfgott (odrasli)                                | Oscar za najboljeg glavnog glumca BAFTA za najboljeg glavnog glumca Zlatni globus za najboljeg glumca u drami Nagrada Australskog filmskog instituta za najboljeg glavnog glumca |
| 1996.  | Mercury                                   | Bill Wyatt                                              | TV serija |
| 1996.  | Djeca revolucije                          | Zachary Welch                                           | |
| 1997.  | "Frontier"                                | David Collins                                           | TV miniserija |
| 1997.  | Oscar i Lucinda                           | Pripovjedač                                             | glas |
| 1998.  | Malo duše                                 | Godfrey Usher                                           | Nominiran - Nagrada Australskog filmskog instituta za najboljeg sporednog glumca                                                                                                 |
| 1998.  | Jadnici                                   | Inspektor Javert                                        | |
| 1998.  | Elizabeta                                 | Sir Francis Walsingham                                  | BAFTA za najboljeg sporednog glumca |
| 1998.  | Zaljubljeni Shakespeare                   | Philip Henslowe                                         | Nominiran - Oscar za najboljeg sporednog glumca Nominiran - BAFTA za najboljeg sporednog glumca Nominiran - Zlatni globus za najboljeg sporednog glumca                          |
| 1999.  | Tajanstveni junaci                        | Casanova Frankenstein                                   | |
| 1999.  | Kuća straha                               | Stephen H. Price                                        | |
| 2000.  | Otrovno pero Markiza de Sadea             | Markiz de Sade                                          | Nominiran - Oscar za najboljeg glavnog glumca Nominiran - BAFTA za najboljeg glavnog glumca Nominiran - Zlatni globus za najboljeg glumca u drami                                |
| 2000.  | Čarobni puding                            | Bunyip Bluegum                                          | glas |
| 2001.  | Krojač Paname                             | Harold 'Harry' Pendel                                   | |
| 2001.  | Lantana                                   | John Knox                                               | |
| 2002.  | Frida                                     | Lav Trocki                                              | |
| 2002.  | Divlje sestre                             | Harry Plummer                                           | |
| 2003.  | Srce pobjednika                           | Harold Fingleton                                        | Nominiran - Nagrada Australskog filmskog instituta za najboljeg glavnog glumca                                                                                                   |
| 2003.  | Kellyjeva banda                           | Francis Hare                                            | |
| 2003.  | U potrazi za Nemom                        | Nigel                                                   | glas |
| 2003.  | Pirati s Kariba: Prokletstvo Crnog bisera | Kapetan Hector Barbossa                                 | |
| 2003.  | Razvedi me, zavedi me                     | Donovan Donaly                                          | |
| 2003.  | Harvie Krumpet                            | Pripovjedač                                             | glas |
| 2003.  |                                           | Nagrada Australskog filmskog instituta za životno djelo | |
| 2004.  | Život i smrt Petera Sellersa              | Peter Sellers                                           | Zlatni globus za najboljeg glumca u miniseriji ili televizijskom filmu Emmy za najboljeg glumca u miniseriji ili filmu                                                           |
| 2005.  | München                                   | Ephraim                                                 | |
| 2006.  | Candy                                     | Casper                                                  | Nominiran - Nagrada Australskog filmskog instituta za najboljeg sporednog glumca                                                                                                 |
| 2006.  | Pirati s Kariba: Mrtvačeva škrinja        | Kapetan Hector Barbossa                                 | nepotpisani cameo nastup |
| 2007.  | Pirati s Kariba: Na kraju svijeta         | Kapetan Hector Barbossa                                 | |
| 2007.  | Zlatne godine kraljice Elizabete          | Sir Francis Walsingham                                  | |
| 2008.  | $9.99                                     | Anđeo                                                   | (glas) |
| 2009.  | The Warrior's Way                         | Ron                                                     | |
| 2011.  | Pirati s Kariba: Nepoznate plime          | Kapetan Hector Barbossa                                 | |
| 2017.  | Pirati s Kariba: Salazarova osveta        | Kapetan Hector Barbossa                                 | |

## Vanjske poveznice
- Geoffrey Rush u internetskoj bazi filmova IMDb-u (engl.)
- Geoffrey Rush na Australian Film Commission
- Nastupi u kazalištu